# Патриція Дейвіс (криптографка)
Патриція Дейвіс, при народженні Оутрам (нар. 1923 р.) лінгвістка зі спеціальними обов'язками в Королівській жіночій військово-морській службі під час Другої світової війни. Її та її молодшу сестру Джин Арглс часто називають «сестрами-зламницями». Будучи підліткою-перехоплювачкою, Дейвіс прослуховувала радіопередачі як німецькою мовою, так і зашифровані коди в рамках військових зусиль управління спеціальними операціями Великобританії, транскрибуючи та декодуючи повідомлення та передаючи їх до Блетлі-Парку. Після війни Девіс працювала телевізійною продюсеркою, журналісткою та авторкою. Вона також була організаторкою Чизікського жіночого інституту та покровителькою морських кадетів. До смерті Арглс у 2023 році дві сестри були останніми, від кого вимагали підписати Закон про офіційну таємницю. Пізніше було виявлено, що кожна з них виконувала надсекретну військову роботу. Сестри часто з'являлися на радіо та телебаченні, розповідаючи про свою військову діяльність, а у 90 років спільно видали книгу під назвою «Сестри-зламниці: наша таємна війна», яка стала бестселером.

## Раннє життя
Мати Дороті (до шлюбу Даніель) і батько Кері Оутрам мали трьох дітей: Патрицію, Джин і Роберта. Батько володів бавовняною фабрикою в Болтоні, графстві Ланкаширському, і військова сім'я жила у великому сільському будинку з піщанику, що належав батькові Кері Оутрама. Після домашнього навчання дітей на кілька років відправили до школи-інтернату. 
Патриція Овтрам залишила школу у 17 років. У 1930-х австрійська єврейська біженка Ліллі Гетцель, рятуючись від нацистів, працювала кухаркою в будинку Оутрамів. Патриції подобалося проводити вечори з Гетцель, яка погано розмовляла англійською, тому Патриція навчилася добре розмовляти німецькою. Це допомогло їй пізніше в її співбесіді для Жіночих королівських військово-морських сил Великої Британії. У 1939 році Патриція Оутрам отримала шкільний атестат. Коли почалася війна, мати Патриції, яка керувала вантажівкою для Жіночої сухопутної армії під час Першої світової війни, тоді стала наглядачкою запобіжних заходів проти повітряних нальотів. У 1941 році батько, який служив у територіальній армії, вирушив зі своїм полком на Далекий Схід. Після падіння Сінгапуру в 1942 році він перебував у японських таборах для військовополонених до кінця війни.

## Кар'єра
У 1942 році, у віці 18 років, Патриція Оутрам приєдналася до Жіночих королівських військово-морських сил Великої Британії (WRENS). Коли за результатами іспиту WRENS з німецької мови було виявлено, що вона добре розмовляє німецькою мовою, вона підписала Акт про офіційну таємницю і після двох тижнів базової підготовки та подальшого інтенсивного спеціалізованого курсу перехоплення була призначена старшиною та розпочала працювати на місцях збору сигналів британського флоту, які називаються станціями Y, навколо узбережжя. Ці станції називалися Y, фонетично означаючи WI, що, своєю чергою, означало «Wireless Intercept» (Бездротове перехоплення). Там перехоплювали таємні німецькі військові повідомлення, транскрибували та, якщо використовували код, відмінний від Морзе, передавали до Блечлі-Парку. Перша посада Оутрам була в Йоркширі. Пізніше її перевели в Лайм-Реджис у 1943 році на посаду головної старшини, а потім у Дувр (навпроти мису Гріс-Нез), де їй виповнився 21 рік через два тижні після операції «Нептун». На станціях Y WRENS працювали по двоє, цілодобово, розшифровуючи німецькі військові повідомлення між кораблями в Північному морі, Балтійському чи Дуврській протоці залежно від регулярно змінюваних повідомлень, які, наприклад, були між кораблями та їх базою або між командирами та групами кораблів.
Пізніше Оутрам працювала у Верховному штабі експедиційних сил союзників у Лондоні під керівництвом генерала Ейзенхауера, скануючи офіційні документи Німеччини для пошуку потенційних військових злочинців. Їй запропонували роботу перекладачки на Нюрнберзькому процесі, але, на прохання матері, вона поїхала додому, щоб бути з батьком, який повернувся після того, як пережив випробування в полоні.
Після війни Девіс був помічницею архіваріуса в британському посольстві в Осло, Норвегії. Вона здобула ступінь в Університеті Сент-Ендрюс і Коледжі Сомервіль в Оксфорді, а також навчалася в Гарварді. Деякий час вона працювала журналісткою у Манчестері та телевізійною продюсеркою нещодавно створеного телебачення Гранади. Вона брала участь у створенні таких програм, як Florizel Street, яка тепер відома як Вулиця коронації, і була ключовою в розробці інших відомих програм, таких як University Challenge, The Sky at Night, де вона працювала та подорожувала з Патріком Муром, а також Ask the Family. У 1983 році вийшла на пенсію.
У 2017 році сестри Оутрам опублікували воєнні щоденники свого батька, полковника, під назвою «Тисяча днів на річці Квай: Таємний щоденник начальника британського табору». Це призвело до їх виступів на книжкових фестивалях, виступів на радіо та телебаченні.
У 2020 році Пет Девіс і Джин Арглс опублікували книгу «Сестри-зломщиці: наша таємна війна» про їхній власний досвід війни, написану під їхнім дошлюбним прізвищем Оутрам.

## Нагороди
Військові заслуги Патриції Девіс були відзначені медаллю Перемоги.
У 2009 році лейбористський уряд під керівництвом Гордона Брауна нагородив жінок, які працювали в Блечлі-парку, значком Блечлі.
Ім'я Девіс є на цеглині в стіні Блечлі-парку на честь тих, хто працювали у цьому місці.
У червні 2019 року Девіс була нагороджена Орденом Почесного легіону, військовим орденом, найвищим орденом за заслуги у Франції.
У 2019 році вона також отримала визнання від району Чизік, де вона проживає.

## Особисте життя
Протягом усієї війни дві сестри Оутрам писали одна одній листи. Оскільки обидві підписали Закон про офіційну таємницю та брали участь у надсекретній роботі, лише в 1960-х і 1970-х роках і після публікації матеріалів про роботу Блечлі-Парку сестри почали говорити одна з одною про свою військову роботу та виявили схожість у їхньому досвіді війни. Їхні батьки ніколи нічого не знали про надсекретну військову роботу, яку виконували їхні дочки.
Патриція Оутрам була одружена з покійним Реєм Девісом, журналістом BBC.
Досі виступаючи у 2023 році, наприклад, для старших груп в Університеті третього віку (U3A), Девіс писала: «Зазвичай викликає сміх, коли я кажу їм, що я, можливо, єдина стара жінка в Чизіку, яка знає, як використовувати пістолет Стен».

## Спадщина
Подробиці життя та роботи Девіс були записані в «Дівчатах з армії» Тесси Данлоп, опублікованій у 2021 році, а також у «Дівчатах з Блечлі» 2015 року та в «Елізабет і Філіп 2022» тої самої авторки.
Портрет двох сестер, які тримають телеграму від батька, написав Ден Лівелін Голл.
У відеоархіві ветеранів є сім фільмів про Пет Девіс.
У День перемир'я, у віці 99 років, Девіс приєдналася до Ендрю Пірса та Тесси Данлоп для інтерв'ю про свій досвід війни.